# デイモン・ラニアン
デイモン・ラニアン（デーモン・ラニオン、ラニャン、ラニョンとも、Alfred Damon Runyon、1884年8月4日 - 1946年12月10日)はアメリカ中西部のカンザス州生まれの新聞記者、作家。
ニューヨークのブロードウェイを主な舞台とした短篇小説を多数発表しており、映画化や舞台化もされている。1967年に野球作家にとって最も権威のある賞、J.G.テイラー・スピンク賞を受賞した。

## 主な訳書
- 『野郎どもと女たち』、加島祥造訳、新書館、1973年
  - 『― ブロードウェイ物語1』、1987年 - 各・新装版
- 『ブロードウェイの出来事』、加島祥造訳、新書館、1977年
  - 『―　ブロードウェイ物語2』、1987年
- 『ロンリー・ハート　デイモン・ラニアン作品集3』、加島祥造訳、新書館、1983年
  - 『―　ブロードウェイ物語3』、1987年
- 『ブロードウェイの天使』、加島祥造訳、新潮社〈新潮文庫〉、1984年。短編集の新版
- 『街の雨の匂い　ブロードウェイ物語4』、加島祥造訳、新書館、1987年
各・グーテンベルク21（電子書籍）で再刊
- 『ガイズ＆ドールズ』、田口俊樹訳、新潮文庫、小森収解説、2024年。新訳：電子書籍も刊

## 映画化作品
- Lady for a Day 一日だけの淑女 (1933年)
- The Lemon Drop Kid (1934年)
- Little Miss Marker (1934年)
- A Slight Case of Murder (1938年)
- The Big Street (1942年)
- Butch Minds the Baby (1942年)
- It Ain't Hay (1943年)
- Money From Home (1953年)
- Guys & Dolls 野郎どもと女たち (1955年)　- ミュージカル『ガイズ&ドールズ』の映画化
- Pocketful of Miraclesポケット一杯の幸福 (1961年)